# Крымковское сельское поселение
Крымковское се́льское поселе́ние (укр. Кримківське сільське́ посе́лення, крымскотат. Sultan Boçala köy yurtu, Султан Бочала кой юрту) — муниципальное образование в Джанкойском районе Республики Крым России.
Административный центр — село Крымка.

## География
Расположено в западной части Джанкойского района, в степной зоне полуострова. 

## История
Статус и границы сельского поселения установлены Законом Республики Крым от 5 июня 2014 года № 15-ЗРК «Об установлении границ муниципальных образований и статусе муниципальных образований в Республике Крым».

## Население
| 2001  | 2014  | 2015  | 2016  | 2017  | 2018  | 2019  |
| ----- | ----- | ----- | ----- | ----- | ----- | ----- |
| 1896  | ↘1507 | ↗1510 | ↘1501 | ↘1482 | ↘1445 | ↘1441 |
| 2020  | 2021  |       |       |       |       |       |
| ↘1437 | ↗1684 |       |       |       |       |       |

## Состав сельского поселения
| № | Населённый пункт | Тип населённого пункта       | Население |
| - | ---------------- | ---------------------------- | --------- |
| 1 | Крымка           | село, административный центр | ↗1684     |